# Glenn de Blois
Glenn de Blois (Delft, 5 september 1995) is een Nederlandse snowboarder uit het Westland.

## Carrière
Bij zijn wereldbekerdebuut, in januari 2016 in Feldberg, scoorde De Blois direct wereldbekerpunten. In maart 2016 behaalde hij in Veysonnaz zijn eerste toptienklassering in een wereldbekerwedstrijd. Op de FIS wereldkampioenschappen snowboarden 2017 in de Spaanse Sierra Nevada eindigde De Blois als 37e op de snowboardcross, in de landenwedstrijd eindigde hij samen met Karel van Goor op de achtste plaats.
In Park City nam De Blois deel aan de FIS wereldkampioenschappen snowboarden 2019. Op dit toernooi eindigde hij als 33e op het onderdeel snowboardcross. Op 23 januari 2021 won hij als eerste Nederlander een snowboardcross in de wereldbeker snowboarden. Hiermee plaatste hij zich voor de Olympische Winterspelen 2022. Op de FIS wereldkampioenschappen snowboarden 2021 eindigde hij als tiende op de snowboardcross.
De Blois maakt sinds 2019 onderdeel uit van het Zwitserse team, eerder trainde hij met het Britse team mee. Hij woont 's winters in Oostenrijk. Naast snowboarden doet De Blois ook aan wakeboarden.

## Resultaten

### Wereldkampioenschappen
| Jaar | Plaats        | Resultaten                                |
| ---- | ------------- | ----------------------------------------- |
| 2017 | Sierra Nevada | 37e Snowboardcross 8e Snowboardcross Team |
| 2019 | Park City     | 33e Snowboardcross                        |
| 2021 | Idre Fjäll    | 10e Snowboardcross                        |

### Wereldbeker
Eindklasseringen
| Seizoen   | SBX |
| --------- | --- |
| 2015/2016 | 34e |
| 2016/2017 | 61e |
| 2017/2018 | 21e |
| 2018/2019 | 26e |
| 2019/2020 | 24e |

Wereldbekerzeges
| Datum           | Plaats               | Onderdeel      |
| --------------- | -------------------- | -------------- |
| 23 januari 2021 | Chiesa in Valmalenco | Snowboardcross |